# Cairo (Nebraska)
Cairo je selo u američkoj saveznoj državi Nebraska. Prema popisu stanovništva iz 2010. u njemu je živjelo 785 stanovnika.